# Перевёрнутая гани
Перевёрнутая гани  (ჹ) — дополнительная буква грузинского письма.

## Использование
Использовалась в грузинской транскрипции табасаранского языка, соответствовала къ в кириллице и ᵷ в латинской транскрипции, обозначала звук [ɢ]. В романизации KNAB передаётся с помощью qq или q̌.

## Кодировка
Перевёрнутая гани мхедрули была включена в стандарт Юникод в версии 4.1 в блок «Грузинское письмо» (англ. Georgian) под шестнадцатеричным кодом U+10F9.
Перевёрнутая гани мтаврули была включена в Юникод в версии 11.0 в блок «Расширенное грузинское письмо» (англ. Georgian Extended) под шестнадцатеричным кодом U+1CB9.